# Прототип (техніка)

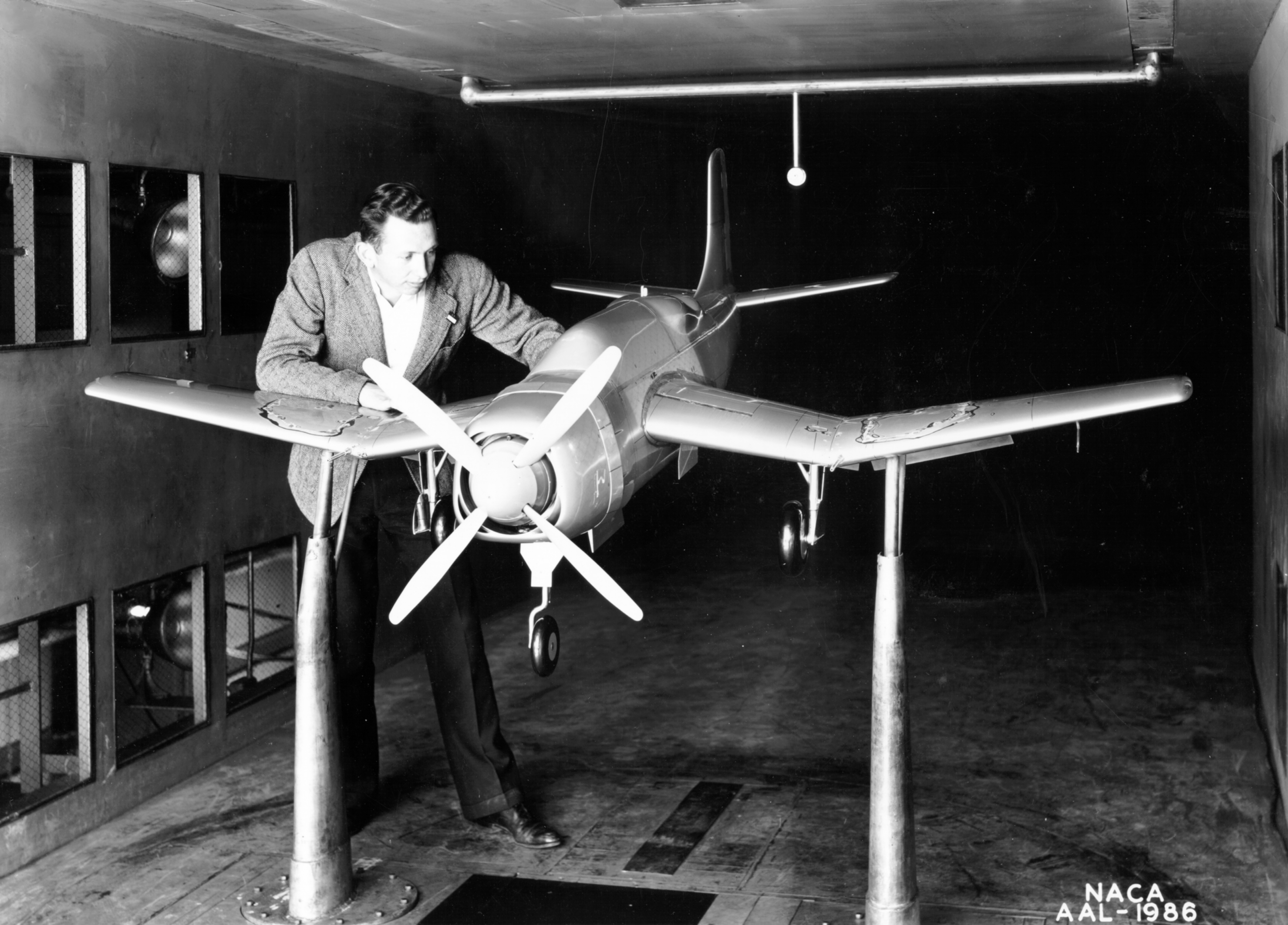
Макет американського торпедоносця-пікіруючого бомбардувальника SB2D Destroyer в аеродинамічній трубі Дослідницького центра Еймса, Моффет-Філда, Каліфорнія. 1 квітня 1942

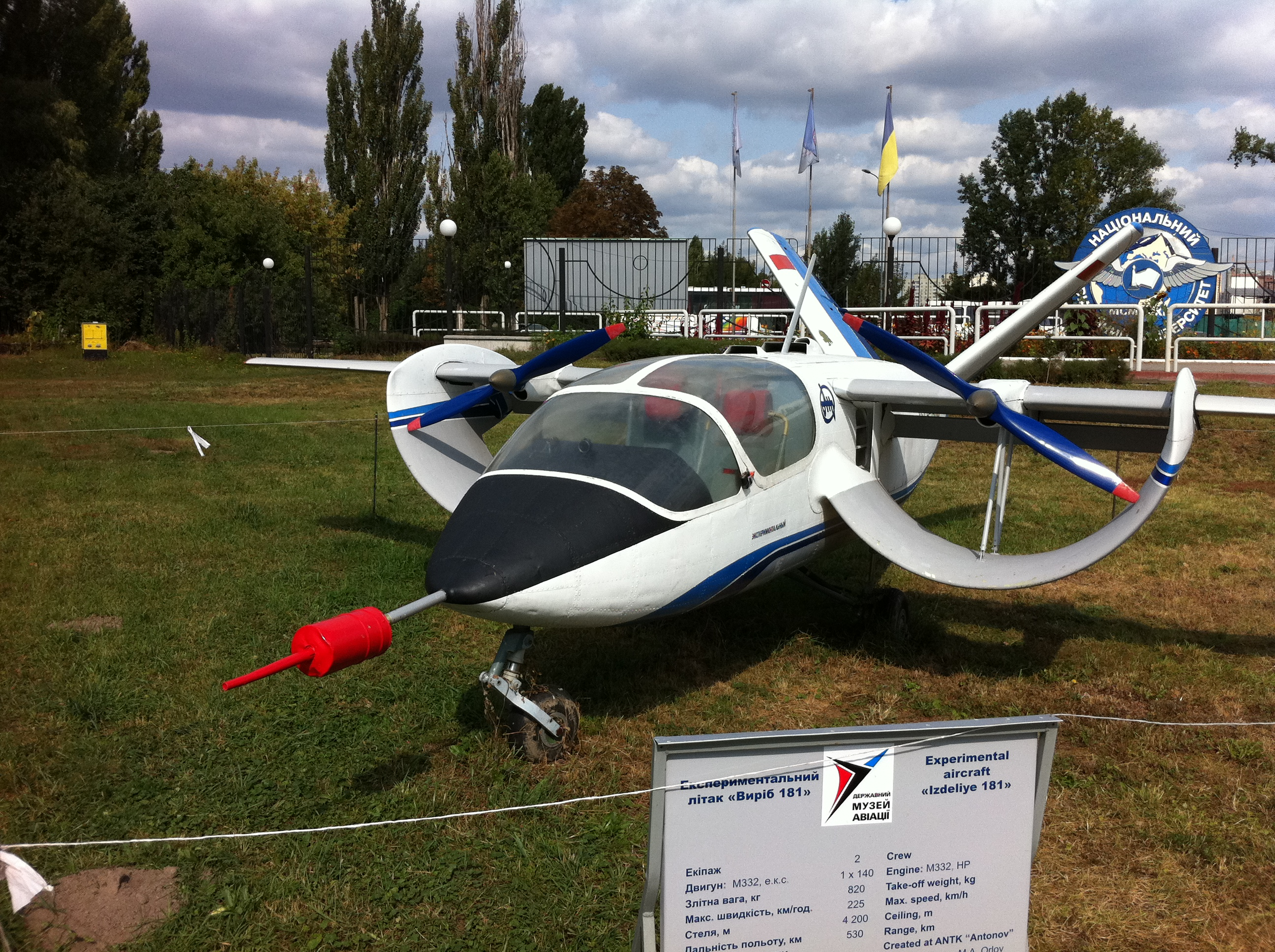
Прототип Виріб-181 — експериментального літального апарата, що був розроблений в АНТК імені Олега Антонова, в Києві наприкінці 1980-х років

Прототип (техніка) (грец. πρωτότυπον) — працююча модель, дослідний зразок технічного пристрою, механізму, машини або деталі, створений для перевірки базової функціональності та для тестування концепції або працездатності роботи системи в цілому. На етапі прототипування малими зусиллями створюється найпростіша система (зразок) (можливо неефективно, з помилками, і не в повній мірі), яка працює.
При розробці деяких моделей робочих механізмів створення прототипу (процес іноді називають матеріалізацією) є кроком між формалізацією та оцінкою ідеї щодо винаходу нового зразка техніки.

## Навіщо це робити
- Виготовлення прототипу економічно вигідніше, аніж основної моделі; для певних вузлів можуть застосовуватися дешевші матеріали (наприклад, картон, дерево, пластик замість металів; дешевші фарбові покриття, тощо)
- Відпрацьовані на прототипі технологічні процеси дозволяють виправляти помилки з найменшими затратами, при цьому наявність цілком роботоздатного прототипа дозволяє почати залучення інвесторів в майбутній проєкт вже на етапі тестування[1]
- Наявність роботоздатного прототипу дозволяє вивчити вимоги ринку до майбутньої техніки і уникнути зайвих затрат на просування явно хибних технічних рішень чи виправлення таких помилок після виходу серійної партії (відповідно економляться кошти на повернення партії з браком на заводи і відшкодування штрафів покупцям)
- Якщо прототип робиться в масштабі, але менший за розмірами, то знижаються вимоги до обладнання, де буде проходити тестування (скажімо, розміри аеродинамічної труби для літаків чи печі для випробовування теплової стійкості матеріалів покриття), затрати на витрати енергії в такому тестувальному обладнанні, тощо.
- Виготовлений у натуральну величину прототип дозволить провести навчання персоналу (майбутніх пілотів, операторів, механіків, тощо; себто, виконає роль початкового навчального тренажера). Персонал, в свою чергу, в процесі такого навчання допоможе виявити помилки, закладені конструктивно на етапі проєктування.

## Галерея

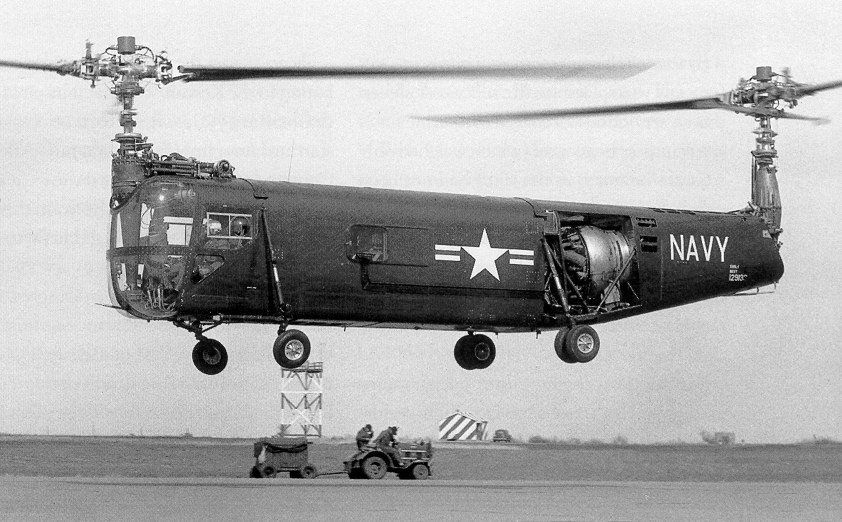
Прототип Bell XHSL-1 у польоті. Це був перший гелікоптер USN, оснащений занурювальним гідролокатором   (BuNos 129133-129136), що  були використані для льотних випробувань.
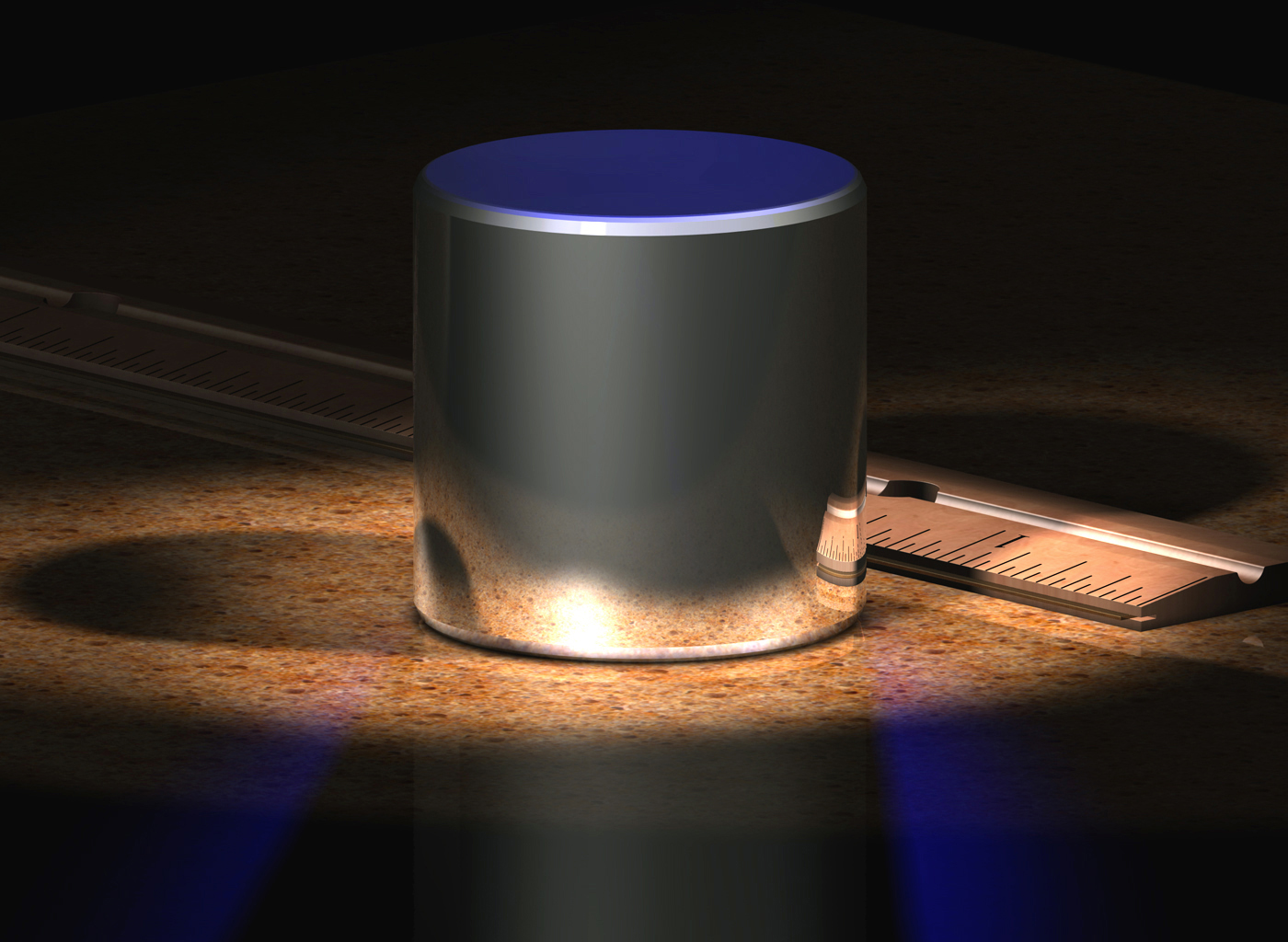
Прототип маси в 1 кг
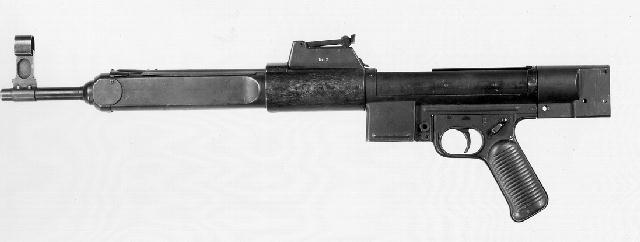
Прототип Штурмґевера-45 в музеї
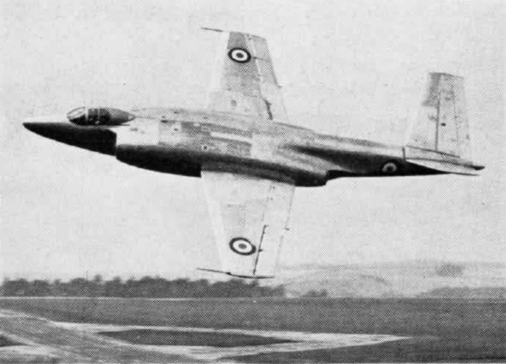
Прототип британського літака з вертикальним зльотом і посадкою серійний VX129 Supermarine 508 в польоті. Перша модель, оснащена   V-подібним хвостом "метелик", призначений для забезпечення належної стабільності. Перший політ 31 серпня 1951 року.
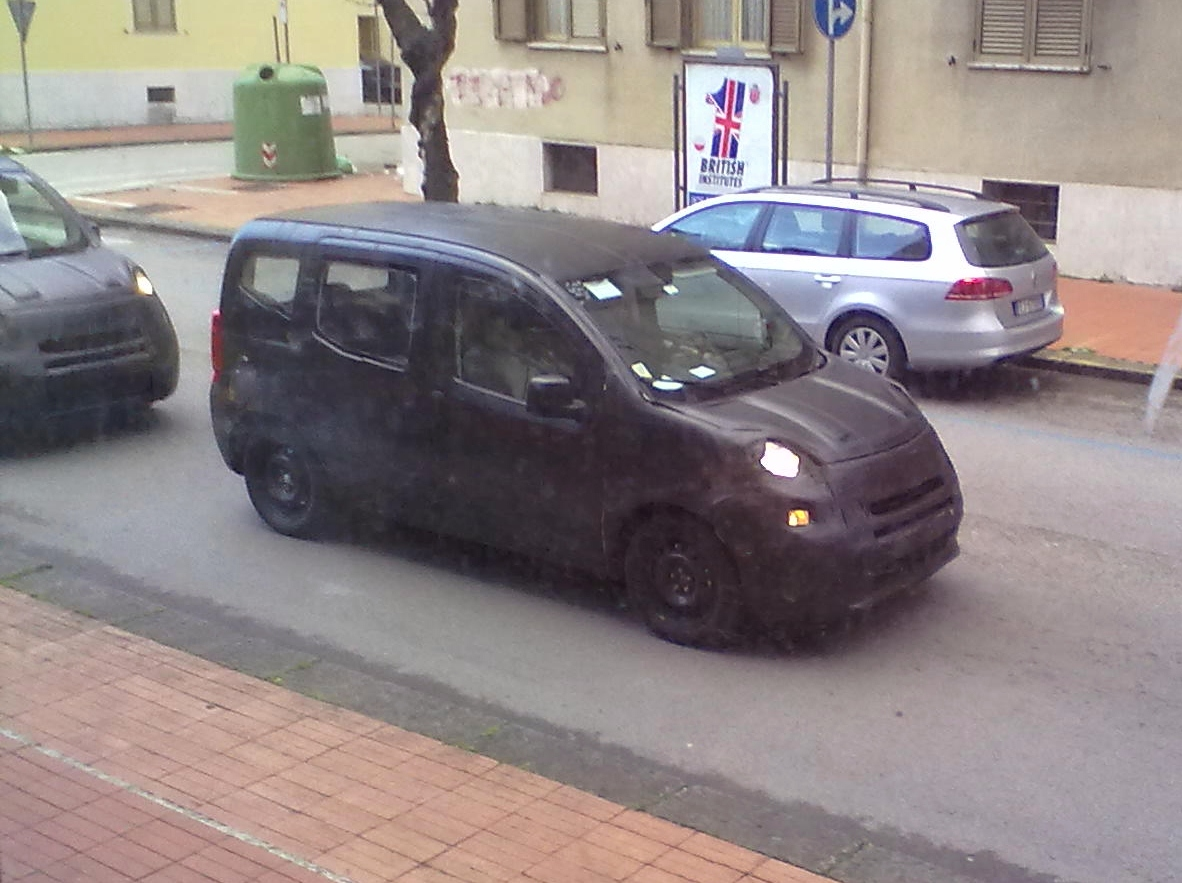
Випробування прототипу Fiat 500L в Авелліно